# تومور
تومور كان ملك الآلهة في الفلكلور الألباني. لقد كان أب الآلهة والناس. رفيقته كانت إلهة غامضة عرفت ب-«إي بوكورا إي دوت». ولقد خدمته أرواح الرياح. في العصور الوسطى عرف باسم «إين»، وهو الآن يعرف ب-«إنجتيه» (enjtë) وهي كلمة ألبانية تعني الخميس.